# Cyprus Juniors
Das Cyprus Juniors (auch Cyprus Junior International genannt) ist im Badminton die offene internationale Meisterschaft von Zypern für Junioren und damit das bedeutendste internationale Juniorenturnier in Zypern. Es wurde erstmals im Herbst 2014 in Nicosia ausgetragen, wobei die Sieger in mehreren Nachwuchs-Altersklassen ermittelt werden. 2012 gab es bereits internationale Meisterschaften für die Altersklasse U17.

## Sieger der Kategorie U19
| Saison | Herreneinzel              | Dameneinzel             | Herrendoppel                             | Damendoppel                                    | Mixed                                |
| ------ | ------------------------- | ----------------------- | ---------------------------------------- | ---------------------------------------------- | ------------------------------------ |
| 2014   | Collins Valentine Filimon | Tereza Švábíková        | Petr Beran Vojtěch Lapáček               | Eleni Christodoulou Stephanie Pinhary          | Vojtech Lapacek Tereza Švábíková     |
| 2015   | Collins Valentine Filimon | Alina Davletova         | Collins Valentine Filimon Yonathan Levit | Dominika Budzelová Tereza Švábíková            | Rodion Alimov Alina Davletova        |
| 2017   | Cristian Savin            | Dana Danilenko          | Dmitriy Panarin Ikramzhan Yuldashev      | Maria Delcheva Hristomira Popovska             | Maxim Grinblat Dana Danilenko        |
| 2018   | Nguyễn Hải Đăng           | Purva Barve             | Matthias Kicklitz Lukas Resch            | Maria Delcheva Petra Polanc                    | Nicolas A. Müller Vivien Sándorházi  |
| 2019   | Varun Kapur               | Thuc Phuong Nguyen      | Victor Ørding Kauffmann Mads Juel Møller | Laura Bujak Anna Duda                          | Matthias Kicklitz Thuc Phuong Nguyen |
| 2020   | Oskar Klausholm           | Eva Kattirtzi           | Tobias Rudolf Gustav Andree              | Chara Michael Eva Kattirtzi                    | Iakovos Acheriotis Eva Kattirtzi     |
| 2021   | nicht ausgetragen         | nicht ausgetragen       | nicht ausgetragen                        | nicht ausgetragen                              | nicht ausgetragen                    |
| 2022   | Luca Zhou                 | Sirada Roongpiboonsopit | Luca Zhou Alessandro Gozzini             | Fernanda Munar Solimano Rafaela Munar Solimano | Viktor Petrović Anđela Vitman        |
| 2023   | Bharath Latheesh          | Raksha Kandasamy        | Dev Ayyappan Dhiren Ayyappan             | Anja Blazina Ariana Korent                     | Dev Vishnu Taabia Khan               |
| 2024   | Bharath Latheesh          | Naishaa Kaur Bhatoye    | Csanád Horváth Milán Mesterházy          | Kateřina Koliášová Kateřina Osladilová         | Bharath Latheesh Taabia Khan         |